# Тхутоб Намгъял
Тхутоб Намгьял (тиб. མཐུ་སྟོབས་རྣམ་རྒྱལ་, Вайли mthu stobs rnam rgyal, 1860 — 11 февраля 1914) — 9-й чогьял (монарх) Сиккима, правивший с 1874 по 1914 годы. Тхутоб Намгьял унаследовал трон от своего сводного брата Сидеконга Намгьяла, умершего недееспособным. Его правление характеризовалось напряжением между непальскими переселенцами и коренным населением страны, что привело к военному вмешательству британцев, фактически управлявших Гималайским регионом. Британцы решили конфликт в пользу непальцев, что привело к разногласиям с чогьялом, который бежал в Тибет и установил союз с этой страной.
После серии столкновений между тибетцами и британцами у Джелеплы тибетцы были вынуждены отступить, а чогьял стал зависимым правителем от британского посланника Клода Уайта, назначенного в 1889 году. В 1894 году Тхутоб Намгьял перенёс столицу из Тумлонга в её современное месторасположение — в Гангток. В 1911 году чогьял был посвящён в рыцари.
Тхутоб Намгьял умер в 1914 году, ему наследовал его сын Сидеконг Тулку Намгьял. В честь Тутоба Намгьяла в 1917 году в Гангтоке был построен Мемориальный госпиталь сэра Тхутоба Намгьяла.
Тхутоб Намгъял — отец Майюм Чойин Вангмо Дорджи и по ней - дед королевы Королевства Бутан Кесанг Чоден Вангчук и (соответственно) прадед четвёртого короля Бутана Джигме Сингье Вангчук.